# José Antonio Pacheco
José Antonio Pacheco fue un político peruano. 
Fue elegido diputado por la provincia de Cusco entre 1868 y 1871 durante el gobierno de José Balta.